# Xylotoles fasciatus
Xylotoles fasciatus là một loài bọ cánh cứng trong họ Cerambycidae.